# 早場米
早場米（はやばまい）とは、通常の出荷時期より早い時期、主に9月に出荷される米である。
早場米が作られる主な理由は、秋の天候不順を避けるためである。例えば、利根川下流の水郷地帯では、秋の洪水を避けるために、早めに米を収穫する。北陸地方では、秋の長雨がこないうちに収穫を行う。ほかにも、保存性の高い米といえども新米の方が美味であり商品性が高く、端境期で価格が高くなっている時期に出荷する、という理由もある。
米の種類で言えばコシヒカリはその代表格であり、同種は他の米よりも1ヶ月程度早く、8月終わりには収穫が始まり、二百十日から二百二十日の間ごろまでに収穫が完了する。

## 超早場米
九州南部（主に鹿児島県）にて行われる稲作の手法。超早場米は2月から3月に田植えを行い、7月には出荷する。主な理由は台風の影響を避けるためである。